# Herald Malaysia
Herald Malaysia est un hebdomadaire catholique multilingue malaisien. Il est principalement rédigé en anglais, avec quelques parties en mandarin, en tamoul et en malais. Il est tiré à 15 600 exemplaires.

## Affaire judiciaire
Le journal a failli se voir retirer l'autorisation légale d'utiliser le mot « Allah » pour « Dieu », les autorités malaisiennes ayant déclaré que ce mot ne devait être utilisé que dans les médias islamiques. L'hebdomadaire a toutefois réussi à conserver l'autorisation d'employer le terme Allah, présent dans les traductions de la Bible en langue malaise.